# Filatures
Pour les articles homonymes, voir Filature.
Pour plus de détails, voir Fiche technique et Distribution.
Filatures (跟蹤, Gun chung) est un film hong-kongais de 2007 réalisé par Yau Nai-hoi.

## Synopsis
Bo-Bo, une jeune policière au visage ingénu est recrutée par « Chien-Loup », chef d'une équipe spécialisée dans la surveillance. À ce titre elle doit espionner une dangereuse bande spécialisée dans le vol de bijoux.

## Fiche technique
- Titre : Filature
- Titre original :跟蹤 (Gun chung)
- Titre anglais : Eye in the Sky
- Réalisateur : Yau Nai-hoi
- Producteurs : Johnnie To et Stephen Ng
- Scénariste : Yau Nai-hoi
- Date de sortie France : 2 janvier 2008
- Durée : 1 h 30

## Distribution
- Tony Leung Ka-fai : Shan, « le Cerveau »
- Simon Yam : Matt, « Chien-Loup »
- Kate Tsui : Bo-Bo, « Petit cochon »
- Lam Suet : « le Gros »